# Emirato di Dirʿiyya
L'emirato di Dirʿiyya fu il primo Stato Saudita. Esso venne proclamato nel 1744 (1157 A.H.) quando Muḥammad ibn ʿAbd al-Wahhāb ed il principe Muhammad ibn Saud crearono un'alleanza per costituire un'entità politica e religiosa allo scopo di ripulire la penisola arabica da pratiche eretiche e deviazioni dall'ortodossia dell'Islam, secondo il loro punto di vista. Questo sforzo congiunto fu visto dai wahhabiti come il restauro delle credenze di base nel Tawḥīd, e molti salafiti lo ritennero l'inizio del più ampio movimento revivalista. Pratiche come l'offerta di preghiere a figure di santi, fare pellegrinaggi a tombe e moschee speciali, venerare alberi, grotte e pietre vennero eliminate in virtù di questa regola. Dall'istituzione del primo stato saudita nessuna di queste pratiche venne più eseguita in Arabia Saudita. Nel 1744, sia Muḥammad ibn ʿAbd al-Wahhāb che Muhammad ibn Sa'ud giurarono di raggiungere il loro obiettivo. Il matrimonio fra il figlio di Saud, Abdul Aziz Ibn Mohammed Ibn Saud e la figlia dell'imam contribuì a suggellare il patto tra le loro famiglie che dura nel corso dei secoli fino ai giorni nostri.

## Dinastia Saud: istituzione e sovranità
La dinastia saudita ed i suoi alleati, rapidamente divenne la sovranità dominante in Arabia dapprima conquistando il Najd, quindi rafforzando la sua influenza su tutta la costa orientale, che va dal Kuwait fino ai confini settentrionali dell'Oman; inoltre, Sa'ud portò gli altopiani di 'Asir sotto la sua sovranità, mentre Muḥammad ibn ʿAbd al-Wahhāb scrisse moltissimi messaggi agli studiosi per convincerli ad entrare nel jihād, attraverso il dibattito e il lavoro scientifico, allo scopo di rimuovere gli elementi di politeismo che esistevano nei loro paesi come Iraq, Egitto, India, Yemen e Siria. Dopo molte campagne militari, Saud morì nel 1765, lasciando la guida a suo figlio, Abd al-Aziz Bin Muhammad. Le forze di Sa'ud si spinsero fino a prendere il comando degli sciiti nella città santa di Karbala nel 1801, qui distrussero lapidi di santi e monumenti, che l'ultra-conservatrice ala salafita dell'Islam considera atti di politeismo. Undici anni dopo la morte di Muḥammad ibn ʿAbd al-Wahhāb il figlio di Abd al-Aziz bin Muhammad, Sa'ud bin Abd al-Aziz bin Muhammad bin Sa'ud, mise insieme un esercito per portare la regione dello Hegiaz sotto il suo governo. Taif fu la prima città ad essere conquistata, e successivamente caddero le città sante della Mecca e di Medina. Queste azioni furono viste come una sfida dalle autorità dell'Impero ottomano, che aveva esercitato il potere dal 1517.

## Declino della sovranità
Il compito di indebolire il potere dei Sa'ud venne affidato, dagli ottomani, al potente viceré di Egitto Mehmet Ali, ciò diede avvio alla guerra ottomano-saudita, nella quale Mehmet Ali inviò le sue truppe nella regione dello Hegiaz via mare. Suo figlio, Ibrāhīm Pascià, guidò le forze ottomane nel cuore del Najd, conquistandolo città dopo città. Il successore di Sa'ud, il figlio Abd Allah bin Sa'ud, fu incapace di impedire la riconquista della regione. Alla fine, Ibrahim raggiunse la capitale saudita a Dirʿiyya e la pose sotto assedio per diversi mesi fino alla resa dell'inverno del 1818. Ibrahim inviò quindi, in Egitto e nella capitale ottomana, molti membri del clan Al Saud e Muhammed Ibn Abd Al Wahhab. Prima di partire ordinò la distruzione sistematica di Dirʿiyya, le cui rovine rimasero intoccate per sempre. Abd Allah bin Sa'ud venne decapitato nella capitale ottomana di Istanbul e la sua testa mozzata gettata nelle acque del Bosforo, segnando così la fine di quello che era il primo stato saudita. Tuttavia, sia i salafiti che gli altri membri del clan Al Sa'ud si impegnarono a fondare un secondo stato saudita che durò fino al 1891, e in seguito un terzo stato, la moderna Arabia Saudita, che continua a governare fino ai nostri giorni.

## Elenco dei sovrani
I sovrani avevano il titolo di imam.
- Muhammad ibn Sa'ud (1726 - 1744) (emiro di Dirʿiyya)
- Muhammad ibn Sa'ud (1744 - 1765)
- 'Abd al-'Aziz ibn Muhammad ibn Sa'ud (1765 - 12 novembre 1803)
- Sa'ud bin Abd al-Aziz bin Muhammad bin Sa'ud (Sa'ud Al Kabeer) (1803 - 1814)
- Abd Allah bin Sa'ud (1814 - 1818)